# هال لانيير
هال لانيير (بالإنجليزية: Hal Lanier)‏ هو لاعب كرة قاعدة أمريكي، ولد في 4 يوليو 1942 في دنتون في الولايات المتحدة.

## وصلات خارجية
- هال لانيير على موقعبيزبول رفرنس.كوم (الدوري الرئيسي) (الإنجليزية)
- هال لانيير على موقعبيزبول رفرنس.كوم (الدوري الثانوي) (الإنجليزية)